# خوسيه مارتينيز (لاعب كرة قدم)
خوسيه مارتينيز (بالإسبانية: José Martínez Díaz)‏ (18 مارس 1991 بكوريكو في تشيلي - ) هو لاعب كرة قدم تشيلي في مركز الدفاع. شارك مع منتخب تشيلي تحت 20 سنة لكرة القدم ومنتخب تشيلي لكرة القدم. أما مع النوادي، فقد لعب مع إيفرتون دي فينا ديل مار ونادي أونيفرسيداد كاتوليكا ونادي كوكيمبو أونيدو وبويرتو مونت ‏ وسان ماركوس دي أريكا ‏ وديبورتيس ماجالانز.

## وصلات خارجية
- خوسيه مارتينيز على موقع قاعدة بيانات كرة القدم.إي يو (الإنجليزية)
- خوسيه مارتينيز على موقع ناشيونال فوتبول تيمز (الإنجليزية)
- خوسيه مارتينيز على موقع Soccerway.com (الإنجليزية)
- خوسيه مارتينيز على موقع عالم كرة القدم.نت (الإنجليزية)
- خوسيه مارتينيز على موقع AS.com (الإسبانية)